# Mamífera

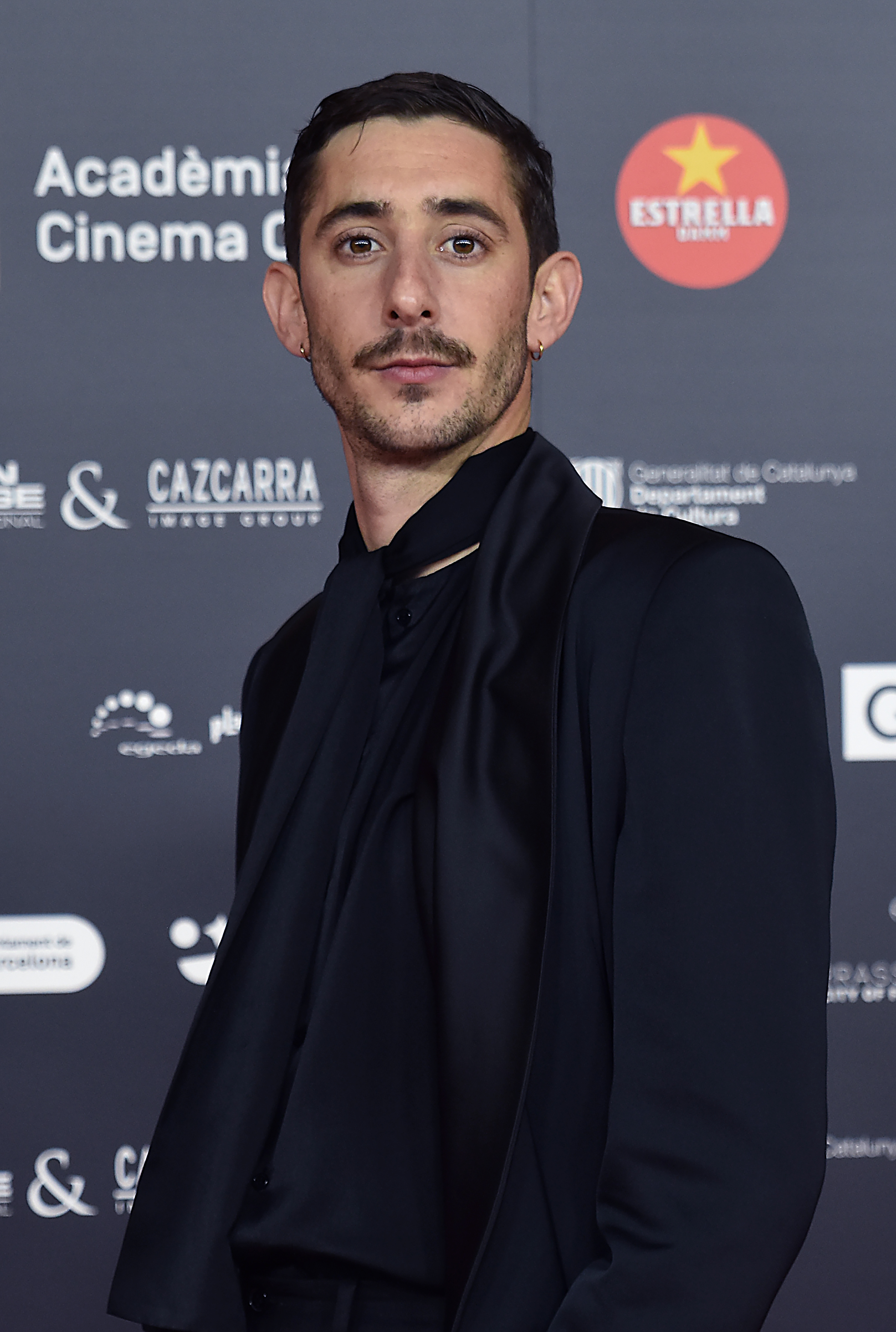
Enric Auquer interpreta en Bruno.

Mamífera és una pel·lícula de comèdia dramàtica catalana del 2024 dirigida i escrita per Liliana Torres protagonitzada per María Rodríguez Soto i Enric Auquer. Està rodada en català.

## Sinopsi
La trama examina la decisió de la Lola, de 40 anys, de no continuar amb un embaràs no desitjat amb el suport de la parella Bruno.

## Repartiment
- María Rodríguez Soto com a Lola[1]
- Enric Auquer com a Bruno[1]
- Ruth Llopis com a Judit[3]
- Anna Alarcón com a Paula[3]
- María Ribera com a Marta[3]
- Anna Bertran com a Íngrid[3]
- Mireia Aixalà com a Sònia[3]
- Marina Rodríguez com a Valèria[3]
- Ann Perelló com a Isa[3]
- Amparo Fernández com a Antonia[3]

## Producció
La pel·lícula va ser produïda per Distinto Films i Edna Cinema, i va comptar amb la coproducció de 3Cat, la participació de RTVE i el suport de l'ICAA, l'ICEC i Creative Europe MEDIA.

## Estrena
La pel·lícula es va estrenar al festival South by Southwest de Texas el 8 de març de 2024, Dia Internacional de la Dona. També va arribar al D'A Film Festival Barcelona. Distribuït per Filmax, es va estrenar als cinemes d'Espanya el 26 d'abril de 2024.